# Biełowo
Biełowo (ros. Белово) – miasto w azjatyckiej części Rosji, w obwodzie kemerowskim, położone nad rzeką Baczat.

## Historia
Osada założona w 1726 roku. Biełowo prawa miejskie uzyskało w 1938 roku.

## Przemysł
Ośrodek przemysłowy; huta cynku, przemysł elektroniczny i elektrotechniczny; elektrownia cieplna.
W Biełowie jest centrum wydobycia węgla kamiennego.